# Església parroquial de Nostra Senyora dels Àngels (Begís)
L'Església parroquial de Nostra Senyora dels Àngels de Begís, a la comarca de l'Alt Palància, és un temple  catòlic que està catalogat com a Bé de Rellevància Local amb codi identificatiu: 12.07.022-001, segons consta a la Direcció General de Patrimoni Artístic de la Generalitat Valenciana.

## Història
Begís va ser reconquistada, l'any 1228, per Don Pedro Fernández de Azagra, senyor d'Albarrasí, que estava al servei del rei Jaume I d'Aragó, en prendre el castell de Begís als musulmans.
Un cop es va produir la conquesta de la població la mesquita (que havia de situar-se a l'interior del castell o prop d'on s'ubica la parròquia actual) es va consagrar com a temple cristià mentre s'erigia una església romànica en estil "de reconquesta". Aquest tipus d'església, que es va repetir al llarg de tot el segle xii per les terres reconquerides als musulmans a la zona de l'antic Regne de València, era un edifici senzill de fàbrica de murs de pedra i coberta de fusta sobre  arcs apuntats centrals.
L'antiguitat i importància de la parròquia medieval de Begís queda patent per l'aparició de la mateixa en documents pertanyents a l'arxiu de la Diòcesi de Sogorb-Castelló, on es fa esment, per exemple, de la recepció que realitza Domènec, bisbe d'Albarrasí entre els anys 1223 - 1234, de Don Pedro Fernández de Azagra, senyor d'Albarrasí i Begís, qui aportava un terç dels fruits de les vinyes situades en els terrenys que pertanyien a la parròquia de Begís. Més tard, hi ha una altra menció a la parròquia medieval, el 8 d'octubre de 1277, quan es produeix la presa possessió de l'església de Begís del bisbe de Sogorb-Albarrasí Pedro Jiménez de Segura, després de guanyar la reclamació realitzada el Papa Gregori X al Concili de Lió II de l'any 1274, per la qual va aconseguir el domini sobre la parròquia de Begís i d'altres poblacions de l'Alt Palància que el bisbat de València argumentava que pertanyien a l'Arxidiòcesi de València.
La primitiva parròquia medieval, es va deure situar on avui es troba l'actual església de la Mare de Déu dels Àngels, ja que les dimensions de l'actual parròquia, si no es té en compte les dimensions de les capelles laterals, donen una superfície similar a altres esglésies medievals de la zona i època. El lloc escollit solia ser una zona elevada de fàcil defensa i difícil accés des d'on es domina la població i la propera porta de la muralla medieval, ja que les esglésies feien en aquella època funcions de defensa de la població davant els atacs d'enemics potencials.
L'església que actualment es contempla és, majoritàriament, un edifici  renaixentista del segle xvi que ja va patir intervencions i reformes al segle xvii i posteriorment al  XVIII La construcció de la nova església, tenint en compte que es construïa començant pels peus de l'església nova, que se situava sobre l'anterior (de manera que podia seguir utilitzant-se per al culte durant les obres), i s'anava enderrocant a mesura que es construïa sobre ella, i sabent que la porta que va tallar Pedro de Cubas per a l'església és de 1554; va haver d'iniciar-se a partir de la meitat del segle xvi, és a dir a partir de 1550.
El temple de La nostra Senyora dels Àngels, va patir al llarg dels anys greus danys i desperfectes, entre ells podem destacar com a mostra, els saquejos soferts durant la  Guerra Civil espanyola (1936-1939), els danys que en sostre i voltes van produir els bombardejos de juliol de 1938, el que va justificar que en declarar Begís com a zona devastada, la Direcció General de Regions Devastades realitzés la seva reconstrucció després de la finalització del conflicte.
També el deteriorament de la seva interessant torre campanardel segle xvi es va continuar produint després d'aquestes intervencions arribant a constar en el "Llistat vermell de campanars en perill" realitzat pels "Campaners" de la  Catedral de València, en el qual es recullen campanars que o bé no s'han restaurat o bé que la seva restauració va ser realitzada inadequadament, de manera que no poden utilitzar-se per donar els tocs de campanes "a la manera tradicional local”.
L'any 2014, gràcies a portacions veïnals i de la pròpia  Església es va iniciar un procés de restauració en el qual, en la primera fase, es va tractar de consolidar els murs i tapar les esquerdes en ells existents.
L'església actualment pertany a la Diòcesi de Sogorb-Castelló, en concret a l'arxiprestat número 2, conegut com a "Sant Antoni Abat", que té la seu principal a Jérica.

## Descripció
Església és de fàbrica de maçoneria i carreus. A la façana es pot contemplar una epístola amb l'escut de l'orde de Montesa, i una ornamentació, que sembla (per la inscripció que presenta) de 1554, en forma de retaule renaixentista amb pilastres acanalades, florons en els carcanyols i cos arquitravat superior. Es remata la façana amb una cornisa ceràmica.
L'església posseeix una torre, no exempta, que surt del centre de la construcció, datada al segle xvi, de fàbrica de carreus, amb tres cossos i rematada. En el segon cos es pot veure una finestra rectangular, mentre que en el tercer, destinat a les campanes, s'obren vuit obertures per a aquestes, tot i que actualment només té dues.
Interiorment l'espai és d'una nau única, de quatre trams o  crugies, presentant capelles laterals situades entre contraforts, comunicades entre si. Presenta també pilastres de maçoneria que sostenen  arcs de mig punt que suporten les  voltes de creueria laterals entre contraforts. La Capella Major i la Sagristia estan ubicades a la nau central i la seva coberta és a volta de canó. Per la seva banda, la Capella del Sagrari (decorada amb costellams i un floró del segle xvii al centre) està rematada amb una cúpula que no és visible exteriorment, mentre que les capelles laterals presenten voltes de creueria. A més, el reresagrari que és de planta rectangular, presenta un sòcol de taulellets del segle xviii i decoració de rocaille sobre la porta del manifestador. Al  costat de l'evangeli s'adossa la capella de la Comunió, de planta quadrada i coberta amb volta el·líptica sobre petxines, les quals presenten decoració de simbologia eucarística, en estuc. L'església presenta cor baix (decorat a base d'impostes amb capitell  toscà en cos arquitravat amb decoració de dentats a la part inferior) als peus de la nau, en el que seria el cos inferior de la torre i que possiblement pogués haver estat un primitiu presbiteri. Com decoració més destacable en el seu interior cal destacar les pintures murals, vestigis de pintura valenciana amb frescos del segle xviii, situades a l'absis i algunes escultures del segle xvii.
A l'exterior l'església se situa en una mena de placeta, i està adossada, per un costat a uns arcs de mig punt, units entre si, presentant en el centre de la unió un escut que procedeix de l'edifici de l'antic Ajuntament de pedra, provinent de l'any 1746, actualment derruït; i per un altre a diversos edificis.